# Masdevallia strigosa
Masdevallia nidifica là một loài thực vật có hoa trong họ Lan. Loài này được Königer mô tả khoa học đầu tiên năm 1990.

## Hình ảnh

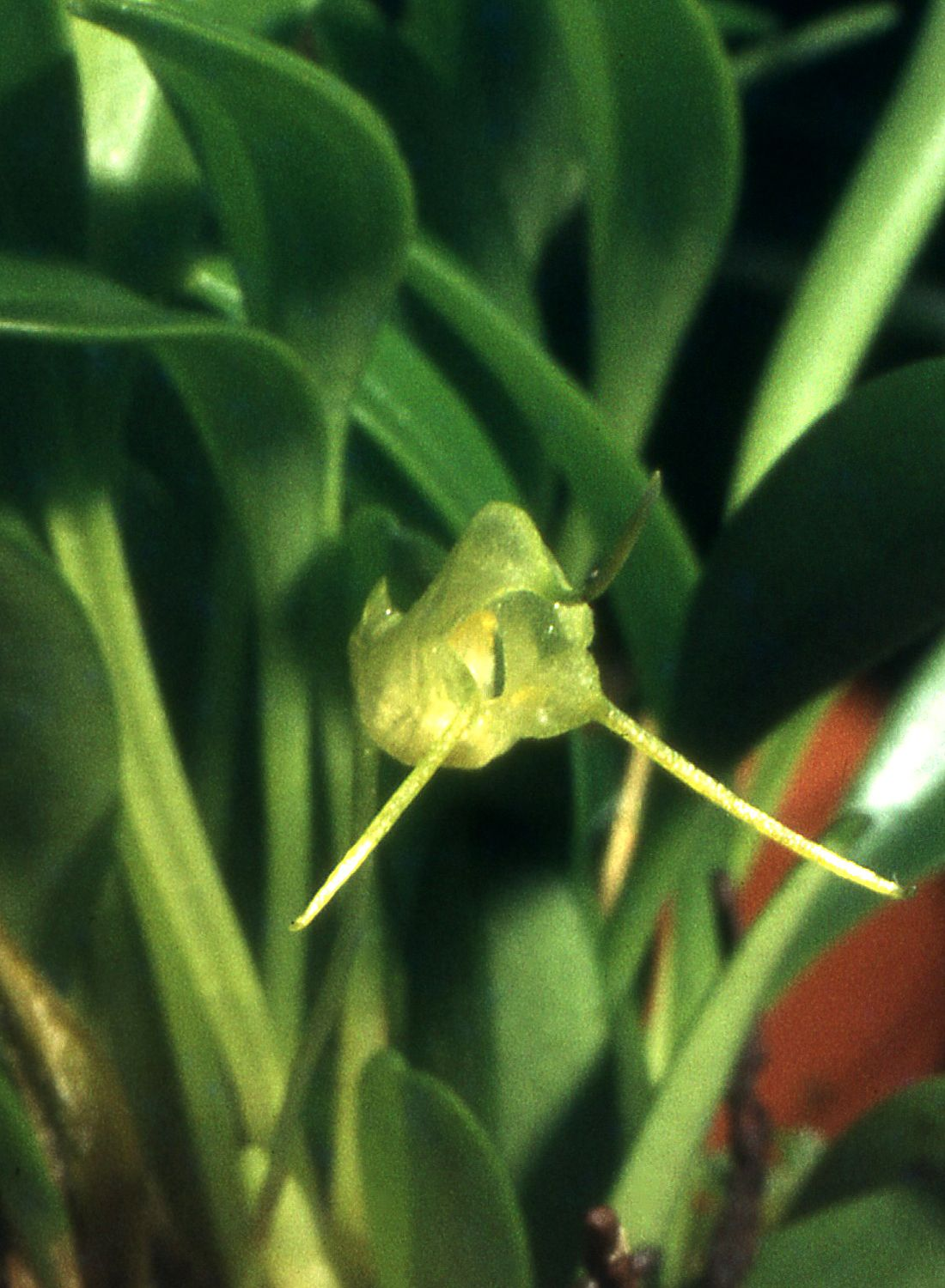
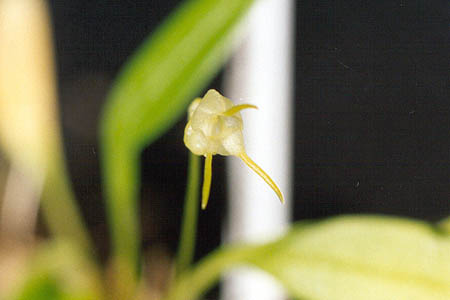
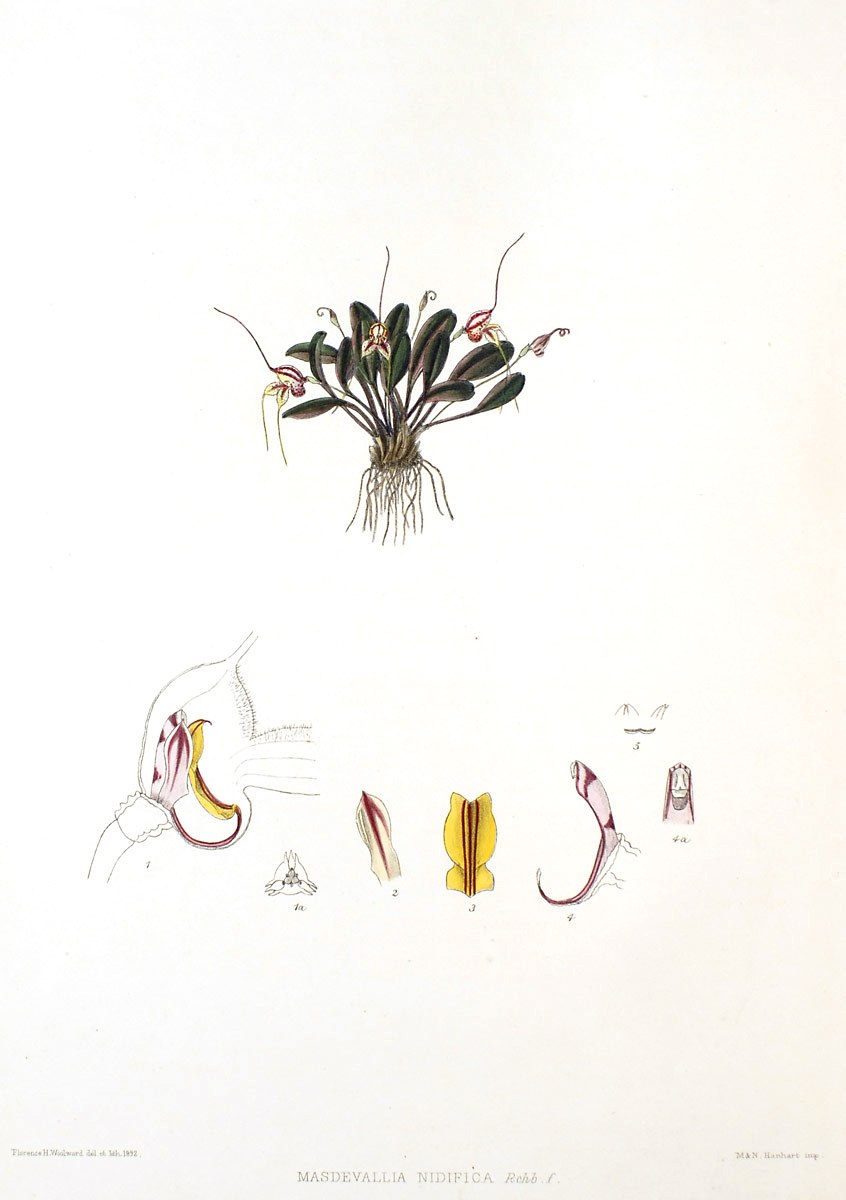